# السفن الحربية في الحرب العالمية الثانية

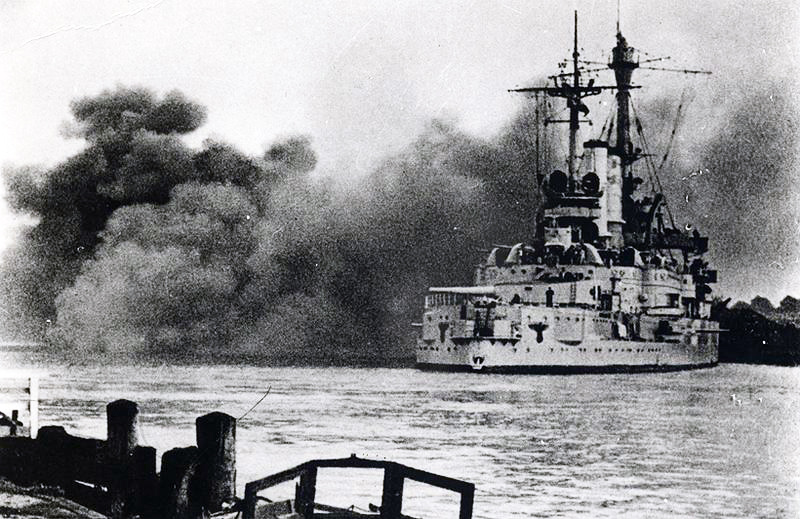
البارجة الحربية الألمانية شليسفيش هولشتاين تقصف ويستربلات في بولندا في 1 سبتمبر 1939

شهدت الحرب العالميه الثانية نهاية البارجة كقوة مهيمنة في السلاح البحري في العالم. فعند اندلاع الحرب، كانت أساطيل كبيرة من البوارج - التي ورثها الكثيرون من عقود العصر المدرعي السابق - من القوى الحاسمة في التفكير البحري وتوقفت جميع صناعات السفن الحربيه مع نهايه الحرب لكن السفن الباقية  توقفت عن العمل أو تم التخلص منها خلال سنوات من نهايه الحرب.
 أعتقد بعص ضباط  القوات البحريه أن حاملة الطائرات حاملة الطائرات باعتبارها سفينة رأس مال للمستقبل وهي  وجهة نظر أعيد إنفاذها من قبل هجوم بيرل هاربور المدمر في عام 1941. حيث شهدت حرب المحيط الهادئ الناتجة من حاملات الطائرات الأسبقية وكان هناك أثنين متورطين في مسرح المحيط أينما قاتلت السفن الحربيه بعضهما البعض في ثلاث معارك بالأضافه إلى أشتباكات المحيص الأطلسى.
ظلت السفن الحربية أكثر السفن حماية من الغرق ومع ذلك، فقد تم غرق ستة عشر  أو شلهم بالقنابل أو الطوربيدات التي سلمتها الطائرات، في حين أن ثلاث أخريات غرقوا بواسطة طوربيدات أطلقتها الغواصات.كما شهدت الحرب تطوير أول قنابل موجهة وذلك الأمر سيجعل الطائرات تغرق السفن الحربية بسهوله في المستقبل.

## العمليات
أطلقت البارجة الألمانية ما قبل المدرعة البحرية  إس إم إس شليسفيغ-هولشتاين اللقطات الأولى من الحرب العالمية الثانية مع قصف الحامية البولندية في وستربلت و كان اللأستسلام الأخير لإمبراطورية اليابانية على متن سفينه بحريه تابعه لأسطول الولايات المتحده الأمريكيه يو س س مسيورى .و بين الحدثين، أصبح من الواضح أن البوارج هي الآن سفينة مساعدة، وحاملات الطائرات هي السفن الرئيسية الجديدة للأسطول.
تظل السفن الحربيه عنصر هام في المعارك المحيط الأطلسى و لعبت البوارج دورا في المشاركات الرئيسية في مسارح المحيط الأطلسي والمحيط الهادئ والبحر الأبيض المتوسط.حيث  في المحيط الأطلسي، جرب الألمان أخذ البارجة إلى ما وراء حركة الأسطول التقليدي، باستخدام بوارج الجيب الخاصة بهم كمغتربين تجاريين مستقلين. على الرغم من وجود عدد قليل من المشاركات الحربية على سفينة حربية.
في يونيو 1940 فاجأ شارنورست وجنيزنو بغرق حاملة الطائرات المحمله  بسفينه الفضاء ه.م.س جليروس  قبالة غرب النرويج و يسجل تلك الأشتباك البداية و النهاية لمدفعيه أن تغرق حامله  أسطول. فتحت السفن الرأسيه  البريطانية النار على البوارج الفرنسية التي كانت مملوءة في الجزائر بمدافعها الثقيلة في الهجوم على مرسى-الكبيير ولاحقت في وقت اخر سفينتين فرنسيتين فارتين بطائرات من حاملات طائرات وسعت بعد ذلك إلى الفرار من السفن الفرنسية بطائرات من حاملات الطائرات.

### تارانتو ماتابان
مؤخرا في 1940 و 1941  شهدت مجموعة من الاشتباكات البوارج التي هاجمت من قبل الطائرات الحامله.
كان المثال الأول على قوه الطيران البحري الضربة الجويه البريطانيه لقاعده الأسطول الأيطالى في تارتيو والذي حدث بين ليلتين11 و 12 نوفمبر عام 1940.هاجم عدد قليل من طائرات السلاح البحري الملكي الأسطول الإيطالي في الميناء، ونجح في غرق سفينة حربية إيطالية وإلحاق أضرار بآخرتين.
الأهم أن الهجوم جبر الأسطول الأيطالى بتغير خططه البحث عن معركة ضد البحرية البريطانية المتفوقة، والتي أسفرت عن هزيمتهم فيمعركة كيب ماتابان. في تلك المعركة حيث  أن ناقل بريطاني نشر ان قذق قنبلة دمرت سفينة حربية تابعة لايطالية وهذا لاجبارها علي الانسحاب بقواتها وبعد ذلك في الليل اغرقت السفن الحربية الإنجليزية  ثلاث سفن  حربية لايطالية.

### فئة شارنهوست
كانت «شارنهوست» من أول السفن الرائدة، والتي يشار اليها علي انها أول السفن الحربية أو البوارج  التي بنيت ألمانيا النازية بعد الحرب العالمية الاولي . تتألف الفئة من سفينتين وهما: السفينة الرائدة شارنوهست وجنيسينو . انطلقت شارنوهست اولا ولذلك تعتبر سفينة رائدة في معظم المصادر. ولكن أيضا يشير البعض الآخر الي  ان جنيسينو هي الرائدة لانها هي المحددة والكلفة اولا. انهم حددوا بداية إعادة تسليح الاسطول الألماني بعد معاهدة فرساي . كانت السفن مسلحة ب 9 اسلحة 28 سم (11 بوصة ) سي/34 في ثلات موانع ثلاثية على الرغم من وجود خطط لاستبدال هذه الأسلحة برشاشات سي / 34 بسعة 38 سم (15 بوصة) في الأبراج المزدوجة.
تم إغراق شارنهورست في معركة شمال كاب بواسطة قوة بريطانية من المدمرات والطرادات والسفينة الحربية دوق يورك.. تم قصف جنيزنو أثناء وجوده في ميناء جاف ولم يتم إصلاحه. 

### بسمارك
كانت حرب البوارج في المحيط الأطلسي مدفوعة بالمحاولات التي قام بها المغيرون في تجارة السفن الرأسمالية الألمانية - البوارتين، بسمارك وتيربيتز ، واثنين من المعارك - للتأثير على معركة الأطلسي من خلال تدميرقوافل الأطلسي التي تمد المملكة المتحدة. خصصت الأعداد المتفوقة من الوحدات السطحية البريطانية نفسها لحماية القوافل، وللبحث عن المهمات وتدميرها ضد السفن الألمانية، بمساعدة طائرات بحرية وبرية على حد سواء، وهجمات تخريبية. في 24 مايو 1941 ، أثناء محاولتها الانطلاق إلى شمال الأطلسي كقائد تجاري، اشتركت بسمارك في الحربية البريطانية و اتش ام اس هوود. يرجع السبب في ذلك بشكل أساسي إلى الدقة الفائقة في تحديد مدى الدقة لدى بسمارك، حيث سرعان ما أغرقت هود مع نجاح واضح لمجلاتها. وضرب كل من بسمارك وأمير ويلز ثلاث مرات، وهو الضرر الذي اضطر أمير ويلز إلى الانسحاب ، وقيام بسمارك بوقف عملية مداهمة التجارة، كجزء من احتياطيها من الوقود الذي كان مخطلطا بالمياه المالحة. وبينما كان بسمارك متجهاً إلى سانت نازير، استمرت البحرية الملكية في تعقبه، وفي النهاية أدى هجوم قاذفات طوربيد ذات السطحين من حاملة الطائراتاتش ام اس  ارك رويل إلى تعطيل دفة بسمارك وتقليص سرعتها بشكل كبير. مكن هذا اثنين من السفن الحربية البحرية الملكية، والطرادات والمدمرات لإغلاق للقتلة.

### معارك المحيط الهادئ

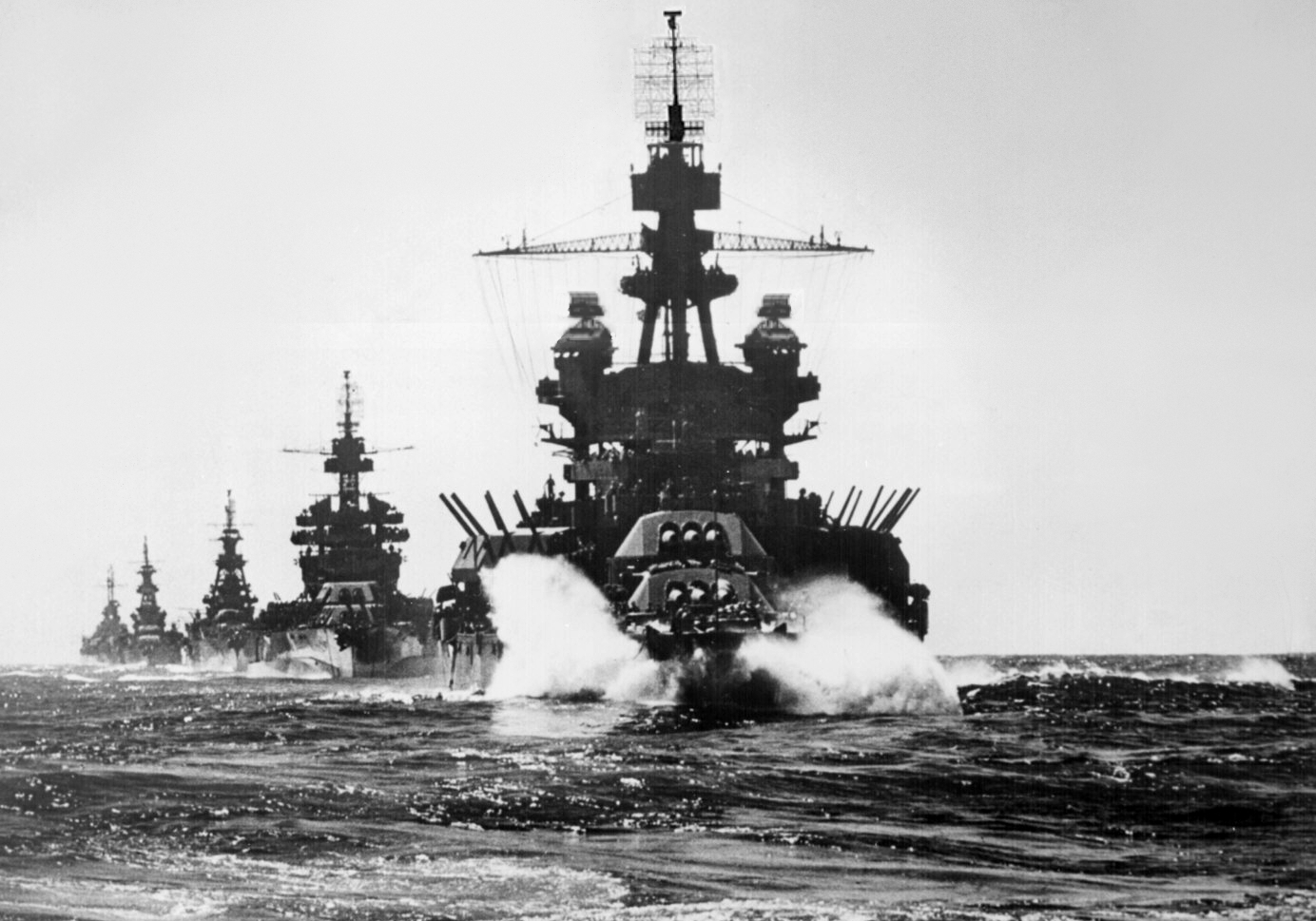
سفينة بنسلفانيا (1915) الحربية الرائدة كولورادو (1921) وطرادات لويزفيل (1930) وبورتلاند (1932) وكولومبيا (1941) في خليج لنغاين، الفلبين، يناير 1945

في العديد من المعارك الحاسمة في المحيط الهادئ، على سبيل المثالبحر المرجان وميدواي ، كانت البوارج إما غائبة أو طغت بينما كانت شركات الطيران تطلق واحدة تلو الاخري من الطائرات في الهجوم على مدى مئات الأميال. أصبحت المهام الأساسية للبوارج في المحيط الهادئ قصف الشاطئ والدفاع بالمضاد للطائرات. تم تصميم أكبر بوارج حربية على الإطلاق، وهي فئة ياماتو اليابانية، التي كانت تحمل بطارية رئيسية تسع قنابل بقطر 18.1 بوصة (460 ملليمتراً) تم تصميمها لتكون أسلحة إستراتيجية رئيسية، لكن  فئة ياماتو أطلقت مسدساتها الرئيسية في خطبة واحدة فقط، في حين لم يطلق موساشي المدافع الرئيسية في الاشتباك. وقد أعاقتهم العيوب الفنية (البوارج البطيئة كانت غير قادرة على العمل مع ناقلات سريعة) ،العقيدة العسكرية الخاطئة (انتظر اليابانيون «معركة حاسمة» ، والتي لم تأتِ أبدًا) ، والترتيبات المعيبة (كما في ميدواي).I

#### بيرل هاربور
قبل اندلاع الأعمال العدائية في  المحيط الهادئ، كان التخطيط المكثف قبل الحرب يدور حول السفن الحربية(المدرعات). لم تستطع القوات البحرية الملكية تحقيق التكافؤ مع ما يقدر بـ 9 سفن رئيسية اليابانية الضخمة في جنوب شرق آسيا، حيث أن ذلك لن يترك سوى حفنة من السفن لاستخدامها ضد ألمانيا النازية. ومع ذلك، كان رئيس الوزراء ونستون تشرشل متفائلاً بشأن تحسن الوضع في شمال الأطلسي والبحر الأبيض المتوسط، واعتبرتخصيص سفينتين للدفاع عن سنغافورة بمثابة حل وسط. علاوة على ذلك، وافقت البحرية الأمريكية في وقت لاحق على إرسال أسطولها في المحيط الهادئ بثمانية من بوارجها القوية إلى سنغافورة في حالة وقوع أعمال عدائية مع اليابان.
في 7 ديسمبر من عام 1941م شن اليابانيون هجوما مفاجئا على بيرل هاربور. وكانت حصيلة تلك الهجمة المفاجئة ان خمس من اصل ثماني بوارج أمريكية سرعان ما غرقت أو كانت تغرق، بينما لحقت أضرار بالغة بالباقي (من تلك السفن الغارقة اثنان عانوا من فقدان كامل). وهكذا قام اليابانيون بتحييد قوة البوارج الأمريكية في المحيط الهادي بالهجوم الجوي وأظهروا امكانية الهجوم الجوي علي تلك السفن الحربية التي ترتكز على المرسى، كما حدث في تارانتو. تسببت خسارة البوارج في جعل القوات البحرية الأمريكية تعتمد على حاملات الطائرات كسفن رئيسية  للقيام بهجمات مضادة ضد القوات اليابانية مثل غارة دولتليث أبريل 1942 وإشراك القوات البحرية اليابانية في معركة بحر المرجان في مايو 1942 ومعركة ميدواي يونيو 1942. في 7 ديسمبر 1941.
كما أن غرق السفينة الحربية البريطانية ومرافقتها التابعة للامير ولز، وهي من نوع الاتش ام اس ، جديرة بأثبات مدى امكانية تعرض السفن الحربية للهجوم الجوي أثناء وجودها في البحر دون غطاء جوي. كما في مثل هذه الحالة عندما كانت السفينتان في طريقهما للمساعدة في الدفاع عن سنغافورة في نفس الوقت التي عثرت قاذفات ومقاتلات يابانية عليهم وعلي الفور قامت باغراقهم في 10 كانون الأول / ديسمبر 1941. وكانت تلك السفن التي هي من نوع الاتش ام اس أول السفن الحديثة التي تتعرض للهجوم والغرق من قبل الطائرات الحربية التي تمكنت من هزيمتها.

#### ميدواي
وهو ما يعرف بانتصار الحاملات للطائرات، منتصف الطريق يكشف أوجه قصور في التخطيط العملي الياباني.اعتبرياماماتو البوارج التي يمتلكها الوحدات الأكثر قيمة وبالتالي أبقاهما بعيداً في مؤخرة الجيش، تماشيًا مع الممارسات التقليدية. وبهذا وضعهم بعيدا عن مساعدة القوات البحرية التي كان يترأسها  ناغوم(وكانوا بطيئين جدا لمواكبة عليه في أي حال). ومع ذلك، عندما غرقت حاملات ناغومو، خسر ياماموتو فرصة لإنقاذ شيء ما. لقد كان حاملو المركبات، بكل قوتهم الواضحة، بلا حماية في الليل، وربما كان فليتشر قد تعرض لضربة ساحقة من ياماتو في ليلة 6-7 يونيو، وبقيياماموتو على مسافة أقرب.

#### جزيرة غوادالكنال
في البداية، عندما دخلت الولايات المتحدة الحرب في ديسمبر عام 1941 ، لم تكن أي من البوارج التسعة في المحيط الهادئ متاحة.تم اصلاح احداهما في بحريه بوجيت ساوند يارد من يونيو 1914 حتى مارس 1942.ومن بين الثمانية في بيرل هاربور، كان هناك اثنان حدث بهم خسائر كامله و سته غرقوا أو توقفوا عن الحركة، وقد ارسلت إلى الترسانة في الساحل الغربى لاصلاحها و اعاده بنائها. و مع السرعة القصوى التي بلغت 21 ميل بحرى، لم يكن بمقدورهم مواكبه ناقلات الاسطول في اى حال. ومازالت البوارج السريعه الجديدة من صنفى نورث كارولينا و جنوبى داكوتا تخضع لمحاكمات. فبحلول صيف عام 1942، كانت شمال كارولينا وساوث داكوتا جاهزة و قدمت دفاعًا كبيرًا مضادًا للطائرات خلال المعارك الحربية بين جزر سولومون وسانتا كروز. و في عام 1941كانت البحرية اليابانية لامبراطوريه ياماتو (1940) وشقيقتها سفينة موساشي (1940) أكبر البوارج في التاريخ.

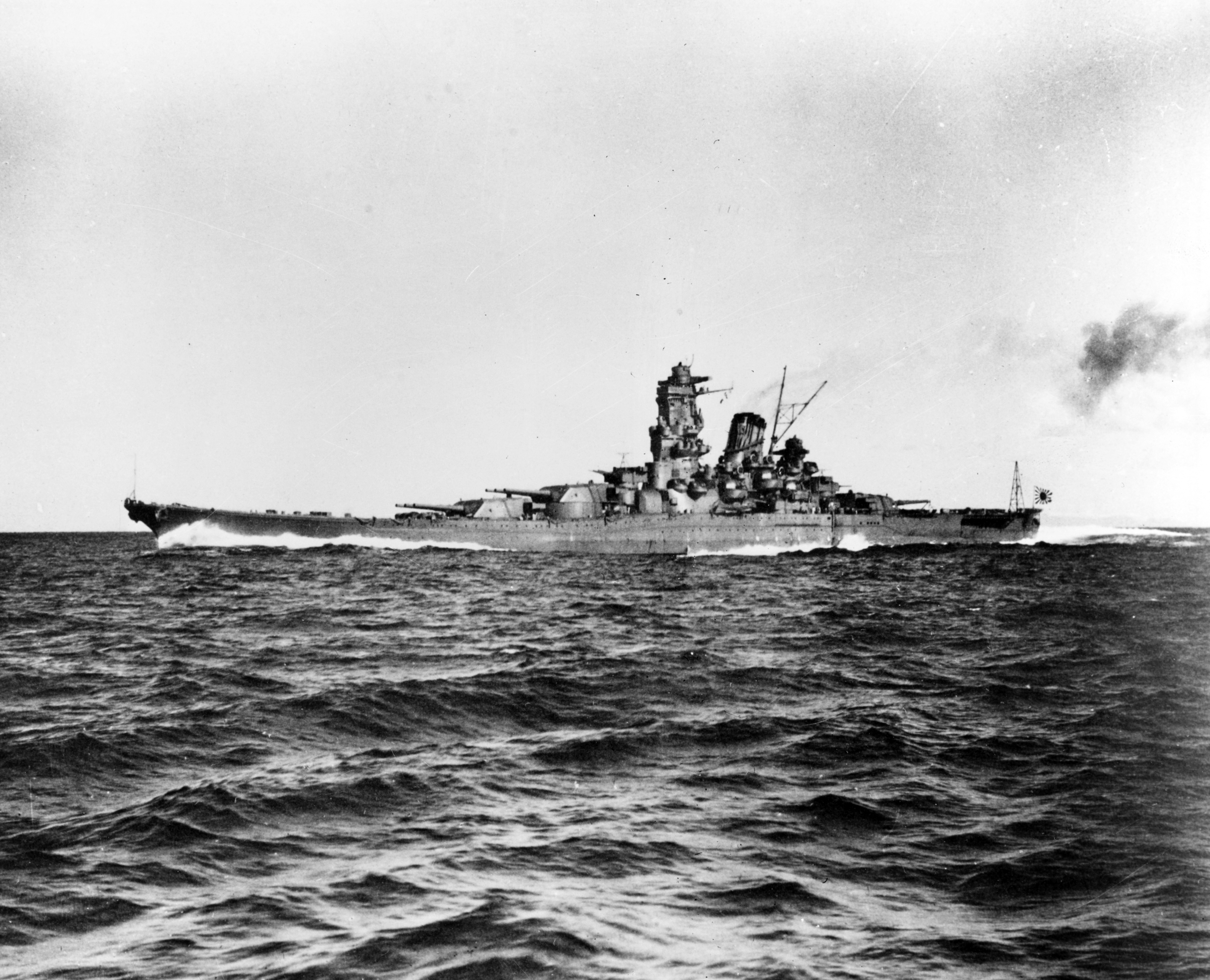
فإن الإمبراطورية البحرية اليابانية's (1940) ، وينظر في عام 1941 ، وشقيقتها السفينة (1940) كانت أكبر السفن الحربية في التاريخ.

وعلى النقيض، ففي وقت مبكر من الحرب كانت بحرية الامبراطورية اليابانية تتميز بأن أكثر من اثنى عشر من البوارج جاهزه للتشغيل، لكنها اختارت عدم نشرها في أي اتفاقيات مهمه. فعلى الرغم من التحديث الواسع و السرعات الجيده للبوارج تم انزال اثنين من البوارج فوزو و اثنين من البوارج الحربيه التي كانت من الدرجة الأولى، إلى التدريب و الدفاع عن الوطن، و من ناحيه أخرى تم انقاذ اثنين من بوارج ناجوتا وياماتو التي توقفت بسبب قله الوقود لخوض مثل هذه المعركه الحاسمه التي لم تحدث من قبل. في الواقع، السفن الحربيه اليابانيه هي الوحيده التي شهدت الكثير من الحركة في المرحل الأولى لوجود اربع طرادات من الكونغو وهي التي عملت كناقلات حاميه بسبب سرعتها العاليه و اسلحتها المضادة. 
ففى خريف 1942 في الجزء الاخير لحمله القنال, كان كلا من بوارج اليابان و الولايات المتحده اضطرت إلى ارتكاب معارك سطحيه.و هذا يرجع إلى حاجتهم للقيام بعمليات ليليه و استنفاذ قوه الناقلات الخاصة بهم.اثناءالمعركه ىالبحرية الاولى للقنال, تم قياده بوارج هيي و كيرشيماويري بواسطه قوه من الطرادات و المدمرات الأمريكية. فقد فقدت العديد من سفن البحريه الامريكيه و اخرون اصيبوا بالشلل ولكنهم تسببوا في اضرار بالغه على هيي التي تم التخلى عنها بعد تعرضها لهجمات جويه متكرره جعلت من انقاذها امرا مستحيلا.ففى المساء الثانى في 15 نوفمبر قامت معركه القنال الثانية، حيث حاربت الولايات المتحدة بوارج داكوتا وواشنطن العاصمة و دمرت كيريشيما و لكن هذا بعد ان الحقت السفينة اليابانيه اضرارا جسيمه بجنوب داكوتا. كانت ولايه كارولينا الشماليه خارجه عن العمل بشكل مؤقت من قبل (ل-9) وهي طائره اتصال و مراقبه، و التي كان لها الفضل في غرق السفينة يو اس اورين (دى دى -415) المرافقة لها.
كما استخدم اليابانيون البوارج مره واحده لقصف الشاطئ و ارساله إلى كونغو وهارونا ضد هندرسون فيلد.و كان ذلك هو أكثر أعمال البوارج اليابانيه نجاحا في الحرب و قد ادى هذا الاجراء إلى مقتل 41 مدافعا و تعطيل المطار لمدة 12 ساعه. 
في معركة سامار في وقت لاحق في 25 أكتوبر 1944 ، هزمت البوارج الأربعة القوية المتبقية من قوة مركزية، بما في ذلك ياماتو ، كونج و، هارونا و، ناغاتو ومرافقتهم البحرية، من قبل فرقة عمل أمريكية ضعيفة مثل «تافى 3» من المدمرات وحاملات المرافقة. هاجمت المدمرات الأمريكية والطائرات البوارج، مما مكن من فك الارتباط وإجبار القوة الوسطى على الانسحاب. كانت هذه المعركة هي المرة الوحيدة التي تشتبك فيها ياماتو مع سفن العدو تافى 3 مع بطارياتها الأساسية أو الثانوية. 

#### السواحل اليابانية
خلال شهري تموز / يوليو وآب / أغسطس 1945 ، قامت عدة سفن حربية أمريكية وسفينة إتش إم إس ، الملك جورج الخامس، بقصف بحري لعدة مدن يابانية ساحلية. استهدفت هذه الهجمات المصانع الكبرى وكذلك موانئ المدن والبنية التحتية للسكك الحديدية المجاورة. [16

### المعارك السوفييتية والفنلندية
البوارجالسوفيتية مارات (1914) راسية في غدينيا قبل الحرب العالمية الثانية. غرق مارات في مرفأ كرونشتات بواسطة قنبلة جوية وزنها 1000 كيلوغرام، لكن ثلاثة من الأبراج الأربعة استمرت في العمل ضد الغزاة الألمان
خلال حرب الشتاء الفنلندية - السوفيتية، قامت البوارج السوفيتية مارت و ثورة أكتوبر بعدة محاولات لتحييد البطاريات الساحلية الفنلندية لتسهيل الحصار البحري الكامل. تسبب السوفييت في إحداث أضرار بسيطة على المواقع الفنلندية، ورد المدافعون، مدعياً ضربة واحدة على الأقل في مارات.
خلال الهجوم الألماني على الاتحاد السوفياتي ، كانت البوارج السوفياتية بمثابة مرافقة قافلة خلال إجلاء تالين ، وبطاريات عائمة أثناءحصار لينينغراد. [18] حقول الألغام الألمانية والفنلندية الكثيفة وشبكات الغواصات قيدت حركة المرور السوفيتية في خليج فنلندا ، مما أجبر السفن الأكبر على البقاء في الميناء. [18] [19] وفي نهاية المطاف، قام الطيار الألماني ستوكا هانز أولريش رودل بإغراق مارات في مراسيها في 23 سبتمبر 1941. ومع ذلك، تمكنت السفينة من العمل كبطارية لما تبقى من الحصار. السوفيتس في وقت لاحق استعادت مارات وثورة أكتوبر كلاهما 
في معركة خليج ليتى، 

## Notes
1. ↑  Gibbons, pp. 228–229
2. ↑  Willmott, H.P. Barrier and the Javelin (Annapolis: USNIPress, 1983).
3. ↑  The sinking of HMS Prince of Wales and HMS Repulse (Forcez-survivors.org) نسخة محفوظة 13 ديسمبر 2016 على موقع واي باك مشين.
4. ↑  Axell, Albert: Kamikaze, p. 14
5. ↑  Appel, Erik: Finland i krig 1939–1940, p. 182
6. ↑  Greger, René: Schlachtschiffe der Welt, pp. 201